# Limacella guttata
Limacella guttata (Pers.: Fr.) Konrad & Maubl. è un bel fungo assai simile ad una Lepiota.

## Descrizione della specie

### Cappello
Da 8 a 15 cm, da globoso a convesso a piano, leggermente umbonato, color rosa incarnato - cuoio chiaro. Cuticola liscia da giovane, tendente al rugoso negli esemplari adulti, opaca, viscida se bagnata, molto facile da asportare tranne sull'umbone. Margine affilato e netto.

### Lamelle
Le lamelle di colore bianco sono fitte ed intervallate da lamellule, libere.

### Gambo
Dimensioni appena superiori al diametro del cappello, clavato o tendente al bulboso finemente decorato sopra l'anello, fibroso e quasi fioccoso al di sotto, tendenzialmente concolore al cappello ma più pallido.

Anello ampio, membranoso e persistente, biancastro e talvolta puntinato per il residuo di finissime goccioline essiccate, piovute falle lamelle.

### Carne
Biancastra pallida, leggermente virante al rosa nel gambo, odore caratteristico di farina o di cetriolo.

## Habitat
Vive indifferentemente in boschi di latifoglie o di conifere. Spesso gregario.

Dall'estate all'autunno.

## Commestibilità
Commestibile, il caratteristico profumo lo rende adatto alla conservazione sott'olio. Si consiglia di asportare la cuticola. Va tuttavia evitata la raccolta per uso alimentare nelle zone in cui appare sporadicamente.

## Sinonimi e binomi obsoleti
- Limacella lenticularis (Lasch) Maire
- Agaricus guttatus Pers. 1793